# پسماند معدنی
در معدنکاری، پسماند معدنی یا باطله به موادی گفته می‌شود که پس از جداسازی بخش با ارزش از بخش فاقد ارزش (گانگ) کانسنگ معدن باقی می‌مانند. پسماند معدنی با روبار تفاوت دارند؛ روبار به سنگ یا مواد زائدی اطلاق می‌شود که روی تودهٔ ماده معدنی قرار دارد و در طی فرایند استخراج جابه‌جا می‌شود، بدون آنکه تحت پردازش قرار گیرد. ارزش‌گذاری پسماند به معنای ارزیابی ضایعات و باقیمانده‌های یک فرایند اقتصادی به‌منظور تعیین ارزش آن‌ها برای بازکاربری یا بازیافت است؛ چرا که آنچه در زمان جداسازی به‌عنوان گانگ در نظر گرفته می‌شد، ممکن است با گذر زمان یا با پیشرفت روش‌های بازیابی، دارای ارزش اقتصادی گردد.
استخراج مواد معدنی از سنگ معدن می‌تواند به دو روش انجام شود: استخراج پلاسری، که از آب و نیروی جاذبه برای تغلیظ مواد معدنی ارزشمند استفاده می‌کند، یا استخراج سنگ سخت، که سنگ حاوی سنگ معدن را پودر می‌کند و سپس با تکیه بر واکنش‌های شیمیایی، مواد مورد نظر را تغلیظ می‌کند. در حالت دوم، استخراج مواد معدنی از سنگ معدن نیاز به خردایش دارد، یعنی سنگ معدن را به ذرات ریز خرد می‌کنند تا استخراج عنصر (عناصر) مورد نظر را تسهیل کنند. به دلیل این خردایش، باطله‌ها از دوغابی از ذرات ریز تشکیل شده‌اند که اندازه آنها از یک دانه شن تا چند میکرومتر متغیر است. باطله‌های معدن معمولاً به صورت دوغاب از آسیاب تولید می‌شوند که ترکیبی از ذرات ریز معدنی و آب است.
باطله‌ها احتمالاً منابع خطرناکی از مواد شیمیایی سمی مانند فلزات سنگین، سولفیدها و مواد واپاشی پرتوزا هستند. این مواد شیمیایی به ویژه زمانی که در آب و در حوضچه‌های پشت استخر باطله ذخیره می‌شوند، خطرناک هستند. این برکه‌ها همچنین در برابر شکستگی‌ها یا نشت‌های عمده از سدها آسیب‌پذیر هستند و باعثپیامدهای زیست‌محیطی معدن‌کاوی مانند فاجعه کوه پولی در بریتیش کلمبیا می‌شوند. به دلیل این موارد و سایر نگرانی‌های زیست‌محیطی مانند آلودگی آب‌های زیرزمینی ، انتشار گازهای سمی و مرگ پرندگان، توده‌ها و حوضچه‌های پسماند، به‌ویژه در کشورهای توسعه‌یافته، مورد توجه بیشتری قرار گرفته‌اند، اما اولین استاندارد در سطح سازمان ملل برای مدیریت پسماندها تنها در سال ۲۰۲۰ تدوین شد.
طیف گسترده‌ای از روش‌ها برای بازیابی ارزش اقتصادی، مهار یا کاهش اثرات باطله‌های معدنی وجود دارد. با این حال، در سطح بین‌المللی، این رویه‌ها ضعیف هستند و گاهی اوقات حقوق بشر را نقض می‌کنند.

## اصطلاحات
تایلینگ‌ها همچنین به عنوان زباله‌های معدن، زباله‌ها، زبالاه‌ها، زغال‌ها، باقیمانده‌های لیچ، زبالهه‌ها یا تیرریکون (terrikon) نامیده می‌شوند. 

## مثال‌ها

### کانی‌های سولفیدی
پساب حاصل از باطله‌های استخراج کانی‌های سولفیدی به عنوان «بزرگ‌ترین مسئولیت زیست‌محیطی صنعت معدن» توصیف شده است. این باطله‌ها حاوی مقادیر زیادی پیریت (FeS2) و سولفید آهن (II) (FeS) هستند که از سنگ‌های معدنی پرطرفدار مس و نیکل و همچنین زغال سنگ دفع می‌شوند. اگرچه این مواد معدنی در زیر زمین بی‌ضرر هستند، اما در حضور میکروارگانیسم‌ها با هوا واکنش نشان می‌دهند که اگر به درستی مدیریت نشوند، منجر به زهکشی اسیدی معدن می‌شوند.

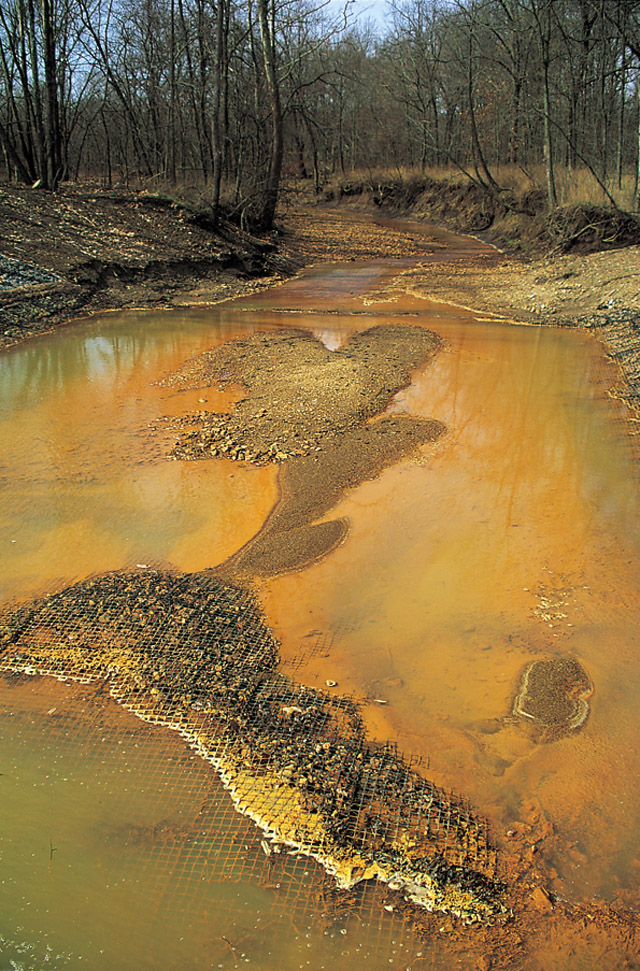
زهاب اسیدی معدن در جویباری که معدن‌کاری زغال‌سنگ سطحی را دریافت می‌کند

### استخراج سنگ فسفات

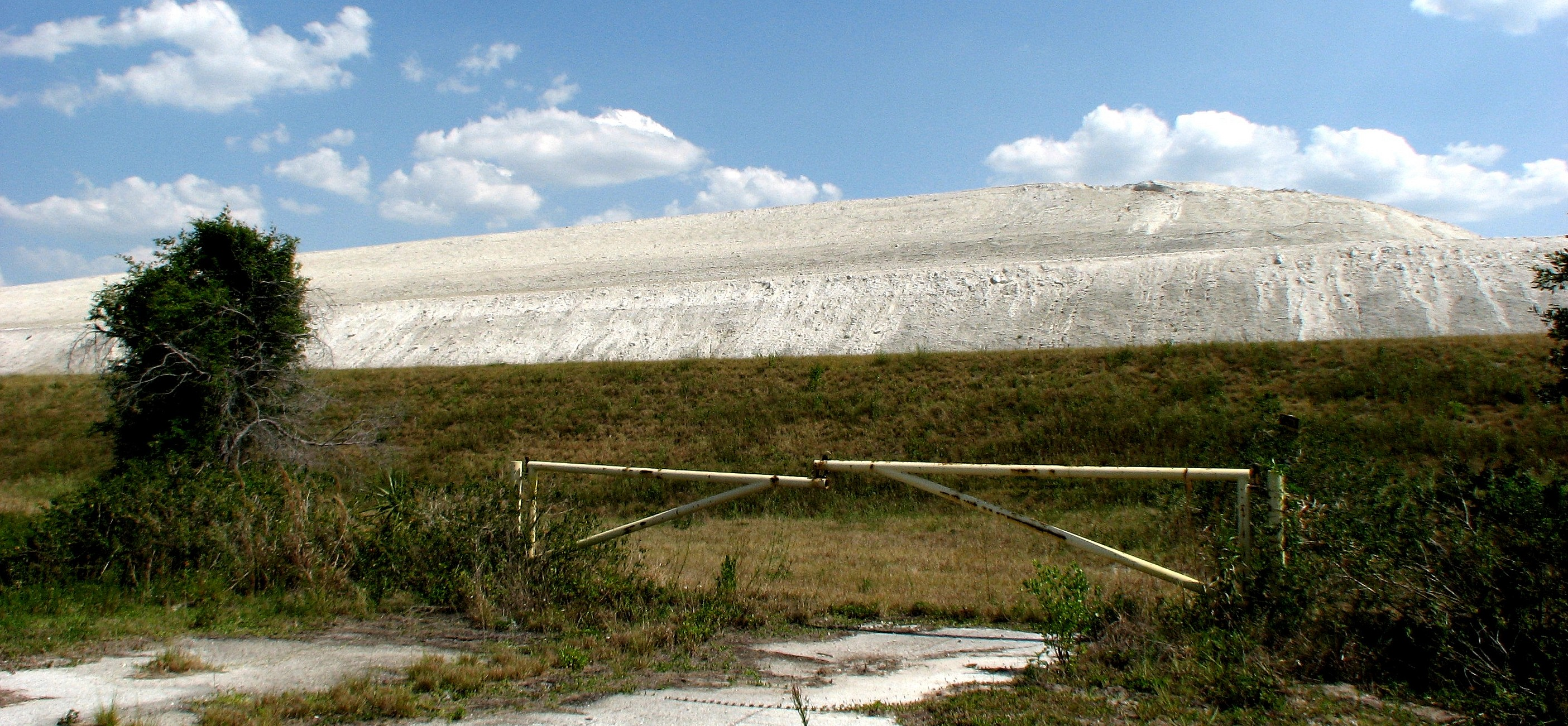
مخزن فوسفوجیبسوم در نزدیکی فورت مید فلوریدا قرار دارد این مواد شامل محصولات جانبی زباله‌های صنعت کود فوسفات است.

تخمین زده می‌شود که سالانه بین ۱۰۰ تا ۲۸۰ میلیون تن ضایعات فسفوژیپس در نتیجه فرآوری سنگ فسفات برای تولید کودهای فسفاته تولید می‌شود. فسفوژیپس علاوه بر اینکه بی‌فایده و فراوان است، به دلیل وجود اورانیوم، توریم و ایزوتوپ‌های دختر آنها که به‌طور طبیعی وجود دارند، رادیواکتیو نیز هست. بسته به قیمت قابل دستیابی در بازار اورانیوم، استخراج محتوای اورانیوم می‌تواند از نظر اقتصادی سودآور باشد، حتی اگر مشوق‌های دیگری مانند کاهش آسیب فلزات سنگین رادیواکتیو به محیط زیست وجود نداشته باشد.

### آلومینیوم
باطله‌های بوکسیت یک محصول زائد تولید شده در تولید صنعتی آلومینیوم است. فراهم کردن امکانات برای تقریباً ۷۰ میلیون تن (۱۵۰ میلیارد پوند) که سالانه تولید می‌شود، یکی از مهم‌ترین مشکلات در تولید آلومینیوم است.